# Пески (Луганская область)
Пески (укр. Піски) — село в Старобельском районе Луганской области Украины. До административной реформы 17 июля 2020 года входило в Новопсковский район.

## История
Основано в 1792 году на берегу реки Айдар.
Слобода являлась центром Песчанской волости Старобельского уезда Харьковской губернии Российской империи.
Советская власть установлена в январе 1918 года. Село пострадало во время Голодомора в 1932—1933 годах, количество жертв Голодомора — 218 человек.
Во время Второй мировой войны село было оккупировано немецкими войсками. В период оккупации здесь был создан концентрационный лагерь «К» для советских военнопленных. В 1941—1945 гг. на фронтах сражались 540 выходцев из села, из них награждены 483 человека.
Население по переписи 2001 года составляло 1392 человека.
С 2022 года село находится под оккупацией Российской Федерации.